# Limmu

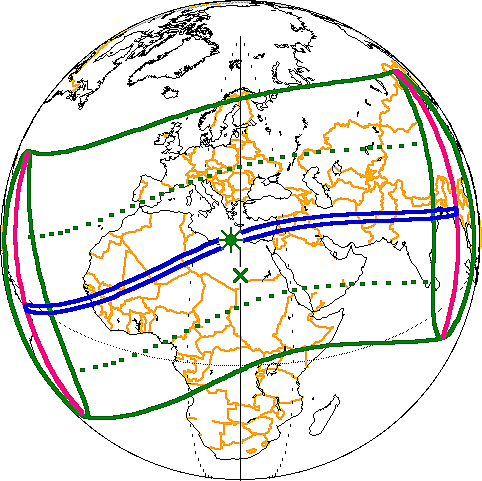
Az i. e. 1833-as napfogyatkozás árnyéksávja

A limmu (līmmu, néha eponümosz) asszíriai állami tisztviselő. Eredetileg valószínűleg önálló feladatkörű pozíció, talán főbíró, de a későbbiekben a legfontosabb tartománykormányzók vagy éppen az uralkodó viselte ezt a címet egy-egy évre. A limmuk névsorát feljegyezték, és az év valamelyik fontos eseményével jellemezték. Általában ezzel datálták dokumentumaikat, megadva, hogy kinek a limmuja alatt keletkezett. A limmuk listája ezért az asszír kronológia egyik legfontosabb eleme.
A limmu-listák alapján az újasszír korban már határozott sorrendiség fedezhető fel, az új uralkodó első évében maga a király volt a limmu, a következő években fontossági sorrendben az állam tisztviselői. Egy-egy személy akár többször is lehetett limmu, és bár rendkívül ritkán, de előfordul, hogy két egymás utáni évben is ugyanaz volt. A limmu-év a szippu hónapban kezdődött (óasszír Ṣipʾum, közép- és újasszír Ṣippu), amely az év hetedik hónapja. Asszíria egyes területein önálló limmu-listákat is vezettek helyi jelentőségű limmukkal.
A limmu-listák két összefüggő sorozata i. e. 19–18 században (#8 tábla), valamint i. e. 858 és 700 között (#9 tábla) keletkezett. Több egyéb korra vonatkozó töredék is ismert. Ilyen például I. Sarrukín és Ikúnum limmujainak listája.
A limmu-listák nagyban segítik az időrendi tájékozódást, de még sok gondot jelent az abszolút kronológián belüli elhelyezésük. Így például Puzur-Istár limmuja alatt feljegyeztek egy jelenséget, amelyet napfogyatkozásként értelmeznek. Ez esetben Puzur-Istár i. e. 1833/1832-ben lett volna limmu, a napfogyatkozás i. e. 1833. június 24-én volt. Csakhogy Puzur-Istár a más párhuzamok alapján felállított rendszerekben más dátummal kezdődő limmu-év tisztviselője volt. Az azonosítások közül csak egy lehet helyes. Ha a napfogyatkozással való korreláció az, akkor az egész listát ehhez kell igazítani. Ebben a listában az i. e. 1833-hoz igazított dátumok szerepelnek. Mindemellett maguk a listák ott is hiányosak lehetnek, ahol nem látszik rajtuk, vagy átfedések is lehetnek benne, mivel egyes esetekben helyi limmukat is ismerünk. Az átfedést valószínűsíti, hogy a 8. táblán egy olvashatatlan nevű limmu évében szintén napfogyatkozást jegyeztek fel. A folytonos számozással az i. e. 1865/64-es limmu-dátum jönne ki, amikor biztosan nem volt Mezopotámiából észlelhető napfogyatkozás. Viszont i. e. 1862-ben, 1861-ben és 1859-ben is jól észlelhető teljes napfogyatkozások voltak (lásd napfogyatkozások az ókori Keleten és Európában), ezért a Puzur-Istártól eltelt alig húsz év során már legalább három átfedés is feltehető. Másik lehetőségként felmerülhet, hogy egyes években több limmu is volt.

## Ikúnumlimmu-listája
| dátum (i. e. kb.) | limmu                    |
| ----------------- | ------------------------ |
| 1952/51           | Buzi, Adad-rabi fia      |
| 1951/50           | Suli, Salmah fia         |
| 1950/49           | Iddin-Szuen, Salmah fia  |
| 1949/48           | Ikunum, Udaja fia        |
| 1948/47           | Dan-ver, Ahu-ahi fia     |
| 1947/46           | Su-anum Nerebtumból      |
| 1946/45           | Ilmasszu, Assur-sab fia  |
| 1945/44           | Su-hubur, Suli fia       |
| 1944/43           | Idua, Sulili fia         |
| 1943/42           | Lakip, Puzur-laba fia    |
| 1942/41           | Su-anum, a habiru        |
| 1941/40           | Uku, Bila fia            |
| 1940/39           | Assur-malík, Panaka fia  |
| 1939/38           | Assur-dan, Puzur-ver fia |
| 1938/37           | Su-kubum, Ahu-ahi fia    |
| 1937/36           | Irisum, Iddin-Assur fia  |

## I. Sarrukínlimmu-listája
| dátum (i. e. kb.) | limmu                         |
| ----------------- | ----------------------------- |
| 1937/36           | Irisum, Iddin-Assur fia       |
| 1936/35           | Assur-malík, Agatum fia       |
| 1935/34           | Assur-malík, Enania           |
| 1934/33           | Ibiszua, Szuen-nada fia       |
| 1933/32           | Bazia, Bal-Tutu fia           |
| 1932/31           | Puzur-Istár, Szabaszia fia    |
| 1931/30           | Pisah-Ili, Adin fia           |
| 1930/29           | Aszkudum, Lapikum fia         |
| 1929/28           | Ili-pilah, Damkum fia         |
| 1928/27           | Kulali                        |
| 1927/26           | Szuszaja                      |
| 1926/25           | Amaja                         |
| 1925/24           | Iphurum, Ili-ellat fia        |
| 1924/23           | Kudanum, Lakipum fia          |
| 1923/22           | Ili-báni, Ikunum fia          |
| 1922/21           | Su-kubum, Szuszaja fia        |
| 1921/20           | Kukidi, Amur-Assur fia        |
| 1920/19           | Abia, Nur-Szuen fia           |
| 1919/18           | Su-Istár, Sukutum fia         |
| 1918/17           | Bazia, Sepa-lím fia           |
| 1917/16           | Su-Istár, Ikunum fia          |
| 1916/15           | Abia, Su-Dagan fia            |
| 1915/14           | Szalia, Sabakuranum fia       |
| 1914/13           | Ibni-Adad, Bakkunum fia       |
| 1913/12           | Ahmarsi, Malkum-isar fia      |
| 1912/11           | Szukkalia, Minanum fia        |
| 1911/10           | Iddin-Assur, Kubidi fia       |
| 1910/09           | Sudaja, Ennanum fia           |
| 1909/08           | Al-tab, Pilah-Assur fia       |
| 1908/07           | Assur-dammik, Abarsziszum fia |
| 1907/06           | Puzur-Nirah, Puzur-Szuen fia  |
| 1906/05           | Amur-Assur, Karria fia        |
| 1905/04           | Buzuzu, Ibbí-Szuen            |
| 1904/03           | Su-hubur, Él-ali fia          |
| 1903/02           | Ilsu-rábi, Bazia fia          |
| 1902/01           | Alahum, Inah-ili fia          |
| 1901/00           | Tab-Assur, Szuharum fia       |
| 1900/1899         | Él-ali, Ikunum fia            |
| 1899/98           | Iddin-abum, Narbitum fia      |
| 1898/97           | Adad-báni, Iddin-Assur fia    |
| 1897/96           | Assur-iddin, Suli fia         |

## II. Puzur-Assurlimmu-listája
| dátum (i. e. kb.) | limmu                       |
| ----------------- | --------------------------- |
| 1897/96           | Assur-iddin, Suli fia       |
| 1896/95           | Assur-nada, Puzur-ana fia   |
| 1895/94           | Kubia, Karria fia           |
| 1894/93           | Ili-dan, Elali fia          |
| 1893/92           | Szilulu, Uku fia            |
| 1892/91           | Assur-nada, Ili-binanni fia |
| 1891/90           | Ikkupi-Istár, Ikua fia      |
| 1890/89           | Buzutaja, Suli fia          |
| 1889/88 (?)       | Innaja, Amuraja fia         |

## 8. tábla
| limmu             | dátum (i. e. kb.) | esemény |
| ----------------- | ----------------- | --- |
| [...]             | 1888/87           | Narám-Szín |
| Su-Szín           | 1887/86           | |
| Assur-malík       | 1886/85           | |
| Assur-imitti      | 1885/84           | |
| Enam-Szín         | 1884/83           | |
| Akutum            | 1883/82           | [...] beveszi [...] Masziam-ili |
| Idi-ahum          | 1882/81           | |
| Szamanum          | 1881/80           | Aminum elfoglalja Saduppumot |
| Illi-ennam        | 1880/79           | Szín-abum elfoglalja Szit földjét |
| Ennam-Anum        | 1879/78           | [...] |
| Ennam-Assur       | 1878/77           | II. Ipík-Adad (esnunnai uralkodó) átveszi apja házát (Narám-Szín) |
| Ennam-Szín        | 1877/76           | [...] |
| Hannanarum        | 1876/75           | Ipík-Adad legyőzi Aminumot |
| Dadija            | 1875/74           | [...] |
| Kapatija          | 1874/73           | Ipík-Adad legyőzi Aminumot |
| Ismé-Assur        | 1873/72           | Ipík-Adad beveszi a Zikkuratot |
| Assur-mutabbil    | 1872/71           | Ipík-Adad [...] |
| Su-nirah          | 1871/70           | [...] |
| Idi-abum          | 1870/69           | Szín-abum [...] |
| Ili-dan           | 1869/68           | [...] |
| Assur-imitti      | 1868/67           | |
| Buzaja            | 1867/66           | |
| Inaja             | 1866/65           | Samsi-Adad születése |
| [...]             | 1865/64           | napfogyatkozás, Aminum halála |
| [...]-Addu        | 1864/63(?)        | [...] |
| hiány             | kb. 10 év         | |
| Assur-malik       | 1853/52           | |
| Danja             | 1852/51           | Hupsum bevétele |
| Ennam-Szín        | 1851/50           | árvíz egy távoli földön |
| Assur-balati      | 1850/49           | |
| Ennam-Assur       | 1849/48           | |
| Itur-Assur        | 1848/47           | |
| Su-bélu           | 1847/46           | Ila-kabkabi beveszi Szuprumot |
| Sarrum-Adad       | 1846/45           | Ipík-Adad legyőzi Elámot, Samsi-Adad átveszi apja helyét |
| Su-laban          | 1845/44           | |
| Assur-imitti      | 1844/43           | Lullu legyőzi Lazapatum királyát |
| Dadaja            | 1843/42           | Mut-abbih [...] |
| Dadaja            | 1842/41           | Ipík-Adad bevonul Arraphába |
| Ahi-salim         | 1841/1840         | Kaszur elfoglalása |
| Uszursa-Istár     | 1840/39           | |
| Kataja            | 1839/38           | [...] |
| Su-Szín           | 1838/37           | [...] |
| Abu-salim         | 1837/36           | Szín-abusu beveszi Nerebtumot |
| Su-daja           | 1836/35           | [...] |
| Su-dadim          | 1835/34           | aki beveszi Ne[...] |
| Assur-Tukulti     | 1834/33           | Samsi-Adad legyőzi Uninnit és Mut-Ia[...]t |
| Puzur-Istár       | 1833/32           | Samsi-Adad [...] |
| Atanah            | 1832/31           | Ipík-Adad legyőzi [...] és bevonult [...] földjére |
| Erisum            | 1831/30           | Samsi-Adad legyőzi [...] Dur[...] |
| Assur-ennam-salim | 1830/29           | |
| Inib-Istár        | 1829/28           | Ipík-Adad halála |
| Assur-Bél-malki   | 1828/27           | |
| Be[...]           | 1827/26           | Kirbana [...] |
| [...]             | 1826/25           | Samsi-Adad [...] |
| [...]             | 1825/24           | Samsi-Adad [...] |
| Su-ilisu          | 1824/23           | Samsi-Adad [...] |
| Ibni-Adad         | 1823/22           | Samsi-Adad [visszatér Karadúniasba] |
| hiány             | két év            | |
| Atamar-Istár      | 1820/19           | [Samsi-Adad elfoglalja Assurt] |
| hiány             | nyolc év          | |
| [...]             | 1811/10           | |
| Idna-Assur        | 1810/09           | Samsi-Adad [...] |
| Atanum            | 1809/08           | Samsi-Adad legyőzi a 12 király szövetségét, Jahdun-Lim, Mári királya [...] a királyok visszatérnek [...] |
| Assur-taklaku     | 1808/07           | Samsi-Adad legyőzi [...] |
| [...]             | 1807/06           | |
| Hajamalik         | 1806/05           | [Samsi-Adad elfoglalja Márit] |
| Salim-Assur       | 1805/04           | [...] |
| Salim-Assur       | 1804/03           | [...] |
| Ennum-Assur       | 1803/02           | Samsi-Adad bevonul [...] földjére |
| Szín-muballit     | 1802/01           | Samsi-Adad bevonul [...] földjére |
| Ris-Samas         | 1801/00           | Ismé-Dagan legyőzi [...] |
| Ibni-Adad         | 1800/1799         | Samsi-Adad bevonul [...] földjére |
| Assur-imitti      | 1799/98           | Samsi-Adad legyőzi [...] és bevonul. Dadusa elfoglalja [...] földjét, Me-Turant és [...] |
| Ili-ellati        | 1798/97           | [...] |
| Rigmanum          | 1797/96           | Muna[...] |
| Ikunpija          | 1796/95           | Muna[...] legyőzi [...] és Samsi-Adad [...] Me-Turan [...] Dadusának [...] |
| Aszkudum          | 1795/94           | Samsi-Adad bevonul Kabrába |
| Assur-malik       | 1794/93           | Ismé-Dagan legyőzi Ahazumot és Samsi-Adad elfoglalja Nurrugumot, elfogja annak kilenc királyát: Kibrum [...] királya, [...] királya, Jaszub-Adad, ahazum királya, [...] királya, [...] királya, Jaszub-Lim, [...] királya, [...] királya, [...] királya |
| Ahijaja           | 1793/92           | Ellenségeskedés kezdete a turukkukkal. Samsi-Adad és Ismé-Dagan legyőzi a turukkukat és a [...] Burullanból. Jaszmah-Adad legyőzi a jaminitákat |
|                   |                   | Ahijaja limmuja alatt Mutu-Bisir [...] legyőzi [...] és Szaggarta kapui |
|                   |                   | kolofón: összesen [...] év, amíg Szaggarta kapuit legyőzi. Habdu-malik írta ezt, Limi-Dagan diktálta. |

## I. Sulmánu-asarídulistája
| dátum (i. e.) | limmu                                    |
| ------------- | ---------------------------------------- |
| 1265          | Adad-sumu-lisir, Szín-asarídu fia        |
| 1264          | Sulmánu-asarídu                          |
| 1263          | Musabsiu-Sibitti                         |
| 1262          | Bér-sumu-iddina                          |
| 1261          | Abi-ili, Assur-sumu-lisir fia            |
| 1260          | Assur-alik-pana                          |
| 1259          | Adad-Samsi, Adad-sumu-lisir fia          |
| 1258          | Kidin-Szín, Adad-teja fia                |
| 1257          | Serrija                                  |
| 1256          | Assur-kásid                              |
| 1255          | Assur-musabsi, Iddinmer fia              |
| 1254          | Assur-musabsi, Anumusallim fia           |
| 1253          | Kibi-Assur, Samas-aha-iddína fia         |
| 1252          | Assur-nádin-šumi                         |
| 1251          | Musallim-Assur                           |
| 1250          | Kibi-Assur, Ṣzillé-Marduk fia            |
| 1249          | Ina-pi-Assur-lislim, Baba-aha-iddína fia |
| 1248          | Ber-sumu-lisir, Ete-pi-Tasmete fia       |
| 1247          | Assur-dámik, Abi-ili fia                 |
| 1246          | Ber-bél-lite                             |
| 1245          | Istár-eris, Sulmánu-karrad fia           |
| 1244          | Lullaju, Adad-sumu-iddína fia            |
| 1243          | Assur-ketti-ide, Abi-ili fia             |
| 1242          | Ékaltaju                                 |
| 1241          | Assur-daisszunu, Ululaju fia             |
| 1240          | Ris-Adad                                 |
| 1239          | Nabú-béla-uszur                          |
| 1238          | Uszat-Marduk                             |
| 1237          | Enlil-asarídu                            |
| 1236          | Ittabsi-dén-Assur                        |
| 1235          | Ubru                                     |

## 9. tábla
| limmu                                               | dátum (i. e. kb.) | esemény |
| --------------------------------------------------- | ----------------- | --- |
| Sarru-baltu-nisi                                    | 858/57            | hadjárat [...]-be |
| Sulmánu-asarídu, nagykirály                         | 857/56            | hadjárat [...]-ba |
| Assur-bél-kalain, fővezér                           | 856/55            | hadjárat [...]-ba |
| Assur-bunaja-uszur, főudvarmester                   | 855/54            | hadjárat [...]-ba |
| Abi-ina-ékalli-lilbur, palotahírnök                 | 854/53            | [...] |
| Dajan-Assur, főparancsnok                           | 853/52            | [...] |
| Samas-abua, Niszibisz kormányzója                   | 852/51            | [...] |
| Samas-béla-uszur, Kalhu kormányzója                 | 851/850           | [...] |
| Bél-bunaja, palotahírnök                            | 850/49            | [...] |
| Hadi-lipusu, Nairi kormányzója                      | 849/48            | [...] |
| Nergal-alik-pani, [...] kormányzója                 | 848/47            | [...] |
| Bur-ramman, [...] kormányzója                       | 847/46            | [...] |
| Ninurta-mukin-nisi, palotahírnök                    | 846/45            | [...] |
| Ninurta-nádin-sumi, [...] kormányzója               | 845/844           | [...] |
| Assur-bunaja, [...] kormányzója                     | 844/843           | [...] |
| Tab-inurta, [...] kormányzója                       | 843/842           | [...] |
| Taklak-ana-sarri, Nemed-Istár kormányzója           | 842/841           | [...] |
| Adad-remanni, Guzana kormányzója                    | 841/840           | [...] |
| Samas-abua, Raszappa kormányzója                    | 840/39            | hadjárat a „Cédrus-hegy” ellen |
| Sulma-béli-lamur, Ahizuhina kormányzója             | 839/38            | hadjárat Kúe ellen |
| Ninurta-kibszi-uszur, Raszappa kormányzója          | 838/37            | hadjárat Malahi ellen |
| Ninurta-ilaja, Ahizuhina kormányzója                | 837/36            | hadjárat Danabu ellen |
| Kurdi-Assur, Rakmat kormányzója                     | 836/35            | hadjárat [...] |
| Sep-sarri, Habruri kormányzója                      | 835/834           | hadjárat Milidu ellen |
| Nergal-mudammík, Ninive kormányzója                 | 834/33            | hadjárat Namri ellen |
| Jahulu főkamarás                                    | 833/32            | hadjárat Kúe ellen |
| Ululaju, Kalizi kormányzója                         | 832/31            | hadjárat Kúe ellen |
| Sarru-hatta-ipe, [...] kormányzója                  | 831/30            | hadjárat Kúe ellen, Anu a Nagy Dérben |
| Nergal-ilaja, Iszana kormányzója                    | 830/29            | hadjárat Urartu ellen |
| Hubaja, [...]hi kormányzója                         | 829/28            | hadjárat Unki ellen |
| Ilu-mukin-ahi, [...]ha kormányzója                  | 828/27            | hadjárat Ullubába |
| Sulmánu-asarídu nagykirály                          | 827/26            | hadjárat Mana ellen |
| Dajan-Assur, főparancsnok                           | 826/25            | felkelés |
| Assur-bunaja-uszur, főpohárnok                      | 825/24            | lázadás |
| Jahalu, főparancsnok                                | 824/23            | lázadás |
| Bél-bunaja, palotahírnök                            | 823/22            | lázadás |
| Samsi-Adad nagykirály                               | 822/21            | lázadás |
| Jahalu, főparancsnok                                | 821/20            | lázadás |
| Bél-dan, palotahírnök                               | 820/19            | lázadás leverése |
| Ninurta-ubla, [...] kormányzója                     | 819/18            | hadjárat Mana ellen |
| Samas-ilaja, [...] kormányzója                      | 818/17            | hadjárat [...]summe ellen |
| Nergal-ilaja, Iszana kormányzója                    | 817/16            | hadjárat Tille ellen |
| Assur-bunaja-uszur, főpohárnok                      | 816/15            | hadjárat Tille ellen |
| Sarru-hattu-ilpe, Niszibisz kormányzója             | 815/14            | hadjárat Zaratu ellen |
| Bél-lu-ballat, főparancsnok                         | 814/13            | hadjárat Dér ellen |
| Museknis, Habruri kormányzója                       | 813/812           | hadjárat Ahszana ellen |
| Ninurta-asarídu, Rakmat kormányzója                 | 812/811           | hadjárat Káldea ellen |
| Samas-kumua, Arrapha kormányzója                    | 811/810           | hadjárat Babilon ellen |
| Bél-kate-szabat, Mazamua kormányzója                | 810/09            | a király országában maradt |
| Adad-nirári nagykirály                              | 809/08            | hadjárat Média ellen |
| Nergal-ilaja, főparancsnok                          | 808/07            | hadjárat Guzana ellen |
| Bél-dán, palotahírnök                               | 807/06            | hadjárat Mana ellen |
| Szil-béli, főpohárnok                               | 806/05            | hadjárat Mana ellen |
| Assur-taklak, főkamarás                             | 805/04            | hadjárat Arpad ellen |
| Ilu-isszija, Assur kormányzója                      | 804/03            | hadjárat Hazazu ellen |
| Nergal-eres, Raszappa kormányzója                   | 803/02            | hadjárat Baalu ellen |
| Assur-balti-ekurri, Arrapha kormányzója             | 802/01            | hadjárat Tengerföld ellen |
| Ninurta-ilaja, Ahizuhina kormányzója                | 801/00            | hadjárat Hubuskia ellen |
| Sep-Istár, Niszibisz kormányzója                    | 800/799           | hadjárat Média ellen |
| Marduk-ismanni, Amedi kormányzója                   | 799/98            | hadjárat Média ellen |
| Mutakkil-Marduk, az eunuchok vezetője               | 798/97            | hadjárat Lusia ellen |
| Bél-tarszi-iluma, Kalhu kormányzója                 | 797/96            | hadjárat Namri ellen |
| Assur-béla-uszur, Habruri kormányzója               | 796/95            | hadjárat Manduate ellen |
| Marduk-saduni, Rakmat kormányzója                   | 795/94            | hadjárat Dér ellen |
| Kinu-abua, Tushan kormányzója                       | 794/93            | hadjárat Dér ellen |
| Mannu-ki-Assur, Guzana kormányzója                  | 793/92            | hadjárat Média ellen |
| Musallim-Ninurta, Tille kormányzója                 | 792/91            | hadjárat Média ellen |
| Bél-ikisanni, Sibhinis kormányzója                  | 791/90            | hadjárat Hubuskia ellen |
| Sep-Samas, Iszana kormányzója                       | 790/89            | hadjárat Itua ellen |
| Ninurta-mukin-ahi, Ninive kormányzója               | 789/88            | hadjárat Média ellen |
| Adad-musammer, Kalizi kormányzója                   | 788/87            | hadjárat Média ellen, Nabú-templom alapozása Ninivében |
| Szil-Istár, Arba-Ilu kormányzója                    | 787/86            | hadjárat Média ellen, a ninivei Nabú-templom avatása |
| Nabú-sarra-uszur, Talmuszu kormányzója              | 786/85            | hadjárat Kiszku ellen |
| Adad-uballit, Tamnuna kormányzója                   | 785/84            | hadjárat Hubuskia ellen |
| Marduk-sarra-uszur, Arba-Ilu kormányzója            | 784/83            | hadjárat Hubuskia ellen |
| Ninurta-nászir, Mazamua kormányzója                 | 783/82            | hadjárat Itua ellen |
| Iluma-lei, Niszibisz kormányzója                    | 782/81            | hadjárat Itua ellen |
| Sulmánu-asarídu nagykirály                          | 781/80            | hadjárat Urartu ellen |
| Samsi-ilu, főparancsnok (turtānu)                   | 780/79            | hadjárat Urartu ellen |
| Marduk-rémanni, főpohárnok (rabi šaqē)              | 779/78            | hadjárat Urartu ellen |
| Bél-lísir, palotahírnök (nāgir ēkalli)              | 778/77            | hadjárat Urartu ellen |
| Nabú-isdijaukin, főkamarás (abarakku)               | 777/76            | hadjárat Itua ellen |
| Páni-Assur-lamur, Assur kormányzója                 | 776/75            | hadjárat Urartu ellen |
| Nergal-eres (vagy Palil-éres), Raszappa kormányzója | 775/74            | hadjárat a „Cédrus-hegy” ellen |
| Istár-dúri, Niszibisz kormányzója                   | 774/73            | hadjárat Urartu és Namri ellen |
| Mannuki-Adad, Sallat kormányzója                    | 773/72            | hadjárat Damaszkusz ellen |
| Assur-bélu-uszur, Kalhu kormányzója                 | 772/71            | hadjárat Hatarikka ellen |
| Assur-dán nagykirály                                | 771/70            | hadjárat Gananati ellen |
| Samsi-ilu, főparancsnok                             | 770/69            | hadjárat Marda ellen |
| Bél-ilaja, Arrapha kormányzója                      | 769/68            | hadjárat Itua ellen |
| Aplaja, Mazamua kormányzója                         | 768/67            | a király országában maradt |
| Kurdi-Assur, Ahizuhina kormányzója                  | 66                | hadjárat Gananati ellen |
| Musallim-Ninurta, Tille kormányzója                 | 766/65            | hadjárat Média ellen |
| Ninurta-mukin-nisi, Habruri kormányzója             | 765/64            | hadjárat Hatarikka ellen |
| Szidki-ilu, Tushan kormányzója                      | 764/763           | a király országában maradt |
| Burszagale, Guzana kormányzója                      | 763/762           | lázadás Libbialiban, napfogyatkozás 763. június 15-én |
| Tábbélu, Amedi kormányzója                          | 762/61            | lázadás Libbialiban |
| Nabú-múkinahi, Ninive kormányzója                   | 761/60            | lázadás Arraphában |
| La-kipu, Kalizi kormányzója                         | 760/59            | lázadás Arraphában |
| Páni-Assur-lamur, Arba-Ilu kormányzója              | 759/58            | lázadás Guzanában, dögvész |
| Ana-béli-taklak (vagy Béltakla), Iszana kormányzója | 758/57            | hadjárat Guzana ellen, az országban béke |
| Ninurta-iddina, Kurbail kormányzója                 | 757/56            | a király országában maradt |
| Bél-sadua, Tamnuna kormányzója                      | 756/55            | a király országában maradt |
| Ikiszu, Sibhinis kormányzója                        | 755/54            | hadjárat Hatarikka ellen |
| Ninurta-sezibanni, Talmuszu kormányzója             | 754/53            | hadjárat Arpad ellen |
| Assur-nirári nagykirály                             | 753/52            | a király országában maradt |
| Samsi-ilu, főparancsnok                             | 752/51            | a király országában maradt |
| Marduk-sallimanni, palotahírnök                     | 751/50            | a király országában maradt |
| Bél-dán, főpohárnok                                 | 750/49            | a király országában maradt |
| Samas-kenu-dugul, főkamarás                         | 749/48            | hadjárat Namri ellen |
| Adad-béla-kain, Assur kormányzója                   | 748/47            | hadjárat Namri ellen |
| Szín-salimanni, Raszappa kormányzója                | 747/46            | a király országában maradt |
| Nergal-naszir, Niszibisz kormányzója                | 746/45            | lázadás Kalhuban |
| Nabú-béla-uszur, Arrapha kormányzója                | 745/44            | ajaru hónap 13. napján III. Tukulti-apil-ésarra Asszíriában, tasrítu hónapban Babilonban lett király                                                                       |
| Bél-dán, Kalhu kormányzója                          | 744/43            | hadjárat Namri ellen |
| Tukulti-apil-ésarra nagykirály                      | 743/742           | nagy mészárlás az urartuiak és az arpadiak között |
| Nabú-dainannil, főparancsnok                        | 742/741           | hadjárat Arpad ellen |
| Bél-harran-béla-uszur, palotahírnök                 | 741/40            | ugyanazon hadjárat folytatása, a várost három év után foglalta el |
| Nabú-etiranni, főpohárnok                           | 740/39            | hadjárat Arpad ellen |
| Szín-taklak, főkamarás                              | 739/38            | hadjárat Ullaba ellen, Birtu bevétele |
| Adad-béla-kain, Assur kormányzója                   | 738/37            | Kullani elfoglalása |
| Bél-emuranni, Raszappa kormányzója                  | 737/36            | hadjárat Média ellen |
| Ninurta-ilaja, Niszibisz kormányzója                | 736/35            | hadjárat a Nal-hegy lábához |
| Assur-sallimanni, Arrapha kormányzója               | 735/34            | hadjárat Urartu ellen |
| Bél-dán, Kalhu kormányzója                          | 734/33            | hadjárat Filiszteia ellen |
| Assur-dainanni, Mazamua kormányzója                 | 733/32            | hadjárat Damaszkusz ellen |
| Nabú-béla-uszur, Sziimme kormányzója                | 732/31            | hadjárat Damaszkusz ellen |
| Nergal-uballit, Ahizuhina kormányzója               | 731/30            | hadjárat Szapija ellen |
| Bél-ludari, Tille kormányzója                       | 730/29            | a király országában maradt |
| Liphur-ilu, Habruri kormányzója                     | 729/28            | a király Babilon királya lett |
| Dur-Assur, Tushan kormányzója                       | 728/27            | Hi[...] elfoglalása |
| Bél-harran-béla-uszur, Guzana kormányzója           | 727/26            | hadjárat [...] ellen, trónra lép V. Sulmánu-asarídu |
| Marduk-béla-uszur, Amedi kormányzója                | 726/25            | a király országában maradt |
| Mahde, Ninive kormányzója                           | 725/24            | hadjárat [...] |
| Assur-ismanni, Kalizi kormányzója                   | 724/23            | hadjárat [...] |
| Sulmánu-asarídu nagykirály                          | 723/22            | hadjárat [...] |
| Ninurta-ilaja, főparancsnok                         | 722/21            | [...] |
| Nabú-tarisz, [...]ti kormányzója                    | 721/20            | [...] |
| Assur-nirka-dain, [...]ru kormányzója               | 720/19            | [...] |
| Sarrukín nagykirály                                 | 719/18            | Asszíria királya belépett [...] (földjére) |
| Zeru-ibni, Raszappa kormányzója                     | 718/17            | hadjárat Tabaal ellen |
| Tabsar-Assur, főkamarás                             | 717/16            | Dúr-Sarrukín alapítása |
| Tabszil-Ésarra, Libbiali kormányzója                | 716/15            | hadjárat Mana ellen |
| Taklak-ana-béli, Niszibisz kormányzója              | 715/14            | kormányzók választották |
| Istár-duri, Arrapha kormányzója                     | 714/13            | hadjárat Urartu és Muszaszir ellen, Haldi szobrának megszerzésre |
| Assur-báni, Kalhu kormányzója                       | 713/12            | a nemesség Ellipiben harcolt, az Isten [...] belép új templomába Muszaszirben                                                                                              |
| Sarru-emuranni, Mazamua kormányzója                 | 712/11            | a király országában maradt |
| Ninurta-alik-pani, Sziimmel kormányzója             | 711/10            | hadjárat Gurgum ellen |
| Samas-béla-uszur, Ahizuhina kormányzója             | 710/09            | hadjárat Bit-zeri ellen (Marduk-apla-iddína), a király Kisben maradt |
| Mannuki-Assur-lei, Tille kormányzója                | 709/08            | Sarrukín Babilon királya lesz |
| Samas-upahhir, Habruri kormányzója                  | 708/07            | Kumuhu elfoglalása |
| Sa-Assur-dubbu, Tushan kormányzója                  | 707/06            | a király visszatér Babilonból, a nemesség Dur-Jakinba szállította a kincseket [...] Dur-Jakin elpusztult, tasritu hónapban az isten visszatért templomába, Dúr-Sarrukínban |
| Mutakkil-Assur, Guzana kormányzója                  | 706/05            | a király országában maradt, a nemesek Karallában voltak, ajaru hónapban Dúr-Sarrukín elkészült, [...]                                                                      |
| Nashru-Bél, Amedi kormányzója                       | 705/04            | a király Tabaalba menetelt Gurdi kulummaeani király ellen [...] a királyt meggyilkolták, Asszíria királyának tábora [...] abu hónapban Szín-ahhé-eríba a király            |
| Nabú-deni-epus, Ninive kormányzója                  | 704/03            | Kalizi palotájának renoválása |
| Nuhsaja, Kalizi kormányzója                         | 703/02            | hadjárat [babilon ellen?] |
| Nabú-lei, Arba-Ilu kormányzója                      | 702/01            | hadjárat [Hiramma és Hararatum?] |
| Hananu, Barszip kormányzója                         | 701/00            | [...] Halziból [..] |
| Metunu, Iszana kormányzója                          | 700/699           | Assur-nádin-sumi, Szín-ahhé-eríba fia [...] a palotának, a városban [...] a nagy cédrus [...], alabástrom Ammananumban [...], Kapri-Dagiliban [...] királyért [...]        |
| Bél-sarrani, Kurbail kormányzója                    | 699/98            | a táblának vége |